# Roger Pontare
Fred Roger Pontare, ursprungligen Johansson, född 17 oktober 1951 i Lycksele i Västerbottens län, är en svensk sångare. Han har deltagit i Melodifestivalen vid flera tillfällen, senast 2017 där han blev utslagen i deltävling 2 i Malmö. Han vann 1994 med sången "Stjärnorna", samt 2000 med sången "När vindarna viskar mitt namn".

## Biografi

### Tidiga år och karriär

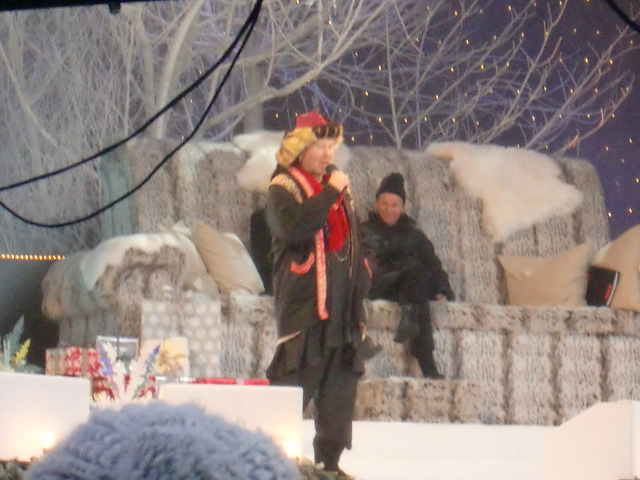
Roger Pontare repeterar inför julotta 2011.

Roger Pontare berättar i Sången från Vindelfjällen att han redan som 3-åring fick sitt första gage när han började sjunga på en buss och fick småpengar av andra bussresenärer. Han spelade även trummor och i tonåren bildade han och hans vänner ett band, Sankt Pauls med Paul Höglander som kapellmästare. Under 1970-talet var Pontare medlem i det symfoniska rockbandet Nebulosa. När han 1976 flyttade till Stockholm var det en turbulent tid med många förändringar. Bland annat påstår Pontare att han innan dess aldrig sett en folksamling med fler än 100 personer innan vilket ledde till att han var på väg att ge upp tanken på en karriär inom musiken. 
I början av sin karriär kallade han sig själv för "Mango" i brist på andra idéer och eftersom han ansåg att hans då rakade huvud liknade en mango. Med det namnet kom han in på Svensktoppen tidigt i sin karriär. Namnet Pontare tog han tillsammans med sin partner Elisabeth genom att välja bland lediga namn hos Namn- och registreringsverket. Under 1980-talet började han samarbeta med mer kända artister som bland annat Pernilla Wahlgren och de gjorde tillsammans låten "Christmas Time (Is Here Again)" som släpptes på skiva 1988.

### Melodifestivalen
Roger Pontare deltog i Melodifestivalen 1994 tillsammans med Marie Bergman, där de vann med sången "Stjärnorna". Låten slutade på 13:e plats i Eurovision Song Contest det året, vilket Pontare själv beskriver som en besvikelse. 
Han kom på femte plats 1999 med "Som av is". 2000 vann han Melodifestivalen igen med låten "När vindarna viskar mitt namn". Låten kom på sjunde plats i det årets ESC. I "Alla tiders Melodifestival" 2005 blev Roger Pontares "När vindarna viskar mitt namn" framröstad som den fjärde mest populära vinnaren genom tiderna, vilket ledde till att det svenska heavy metal-bandet Hammerfall tillsammans med Pontare framförde en metalversion av låten.
Pontare deltog i Melodifestivalen 2006 med låten "Silverland". Från den fjärde deltävlingen i Göteborg tog han sig till den andra chansen, där han slutade på en fjärde plats. 2017 tävlade han för femte gången då han i den andra deltävlingen från Malmö kom på femte plats och blev utslagen med bidraget "Himmel och hav".
Roger Pontare är, jämte Björn Skifs, Tommy Körberg, Pierre Isacsson och Berndt Öst en av fem manliga artister som tävlat för Sverige två gånger i ESC.

### Film, TV och senare år
Roger Pontare medverkade i Colin Nutleys film Gossip, där han sjöng "Vid Bergens Rand"  med Ewa Fröling i en scen.
Pontare deltog i Körslaget 2009 på TV4 och kom på tredje plats.
2014 sände SVT en dokumentär Sången från Vindelfjällen som porträtterar bland annat Pontares bakgrund och relation och till sonen Vincent som har en egen musikkarriär. Sången som åsyftas i titeln är "Kalla mig hem" som Roger spelade in på Vindelfjällen och som Vincent skrivit och producerat. 
Under sommaren 2015 turnerade Roger Pontare med Visor på väg, en turnerande visfestival i Finland.
2018 tävlade Pontare i TV-programmet Stjärnornas stjärna på TV4 där han kom på sjätte plats.

### Naturrelaterade aktiviteter
Roger Pontare beskriver naturen som en stor källa till personlig och kreativ inspiration samtidigt som det är en källa till lugn samtidigt som den är kravlös i allt förutom att den kräver att vi låter den vara. Han beskriver sig som en person som inte klarar av att bo i storstäder eftersom han då blir konstant nervös och har svårt att finna ro. Som barn växte Roger Pontare upp med sin mormor och morfar utanför  Bockträsk, vilket gav honom många barndomsminnen med renarna i samebyn i närheten och föranledde barndomsdrömmen att bli renskötare.
Han är också engagerad som ambassadör för miljörörelsen Green Cross som finns i ett trettiotal länder världen över och fokuserar på sambandet mellan fattigdomsbekämpning, säkerhet och miljöfrågor. Pontare har för avsikt att använda en del av sina konserter för att belysa utsatta gruppers situation. 

## Scenkläder
Pontare uppträder ofta klädd i kläder inspirerade av olika naturfolk och naturen själv, eftersom han har samiskt påbrå och ser det som en stor källa till konstnärlig inspiration. Många av hans kläder är gjorda av textilkonstnären Sarah Mårskog. När han vann Melodifestivalen 1994 med sången "Stjärnorna" blev det ett professionellt genombrott såväl som en brytpunkt när han började utveckla den rekvisita, stil och scenkläder som han idag förknippas med. Pontare beskriver själv att övergången till den stil han har idag som ett sätt att göra upp med barndomens år av mobbning och efterföljande blyghet och återhållsamhet.
Många av de mest spektakulära smycken, dekorationer och scenkläder hämtar inspiration från amerikansk ursprungsbefolkning och är designade av Indianart & Artifacts Kent Nyström.

## Diskografi

### Album
| År   | Album                            | Högsta listposition |
| År   | Album                            | Sverige             |
| ---- | -------------------------------- | ------------------- |
| 1995 | Sinatrafied                      | —                   |
| 1995 | Julens sånger                    | —                   |
| 1999 | Som av Is                        | —                   |
| 2000 | När vindarna viskar mitt namn    | 39                  |
| 2000 | When Spirits Are Calling My Name | —                   |
| 2000 | I vargens spår                   | 9                   |
| 2002 | Den stora friheten               | —                   |
| 2006 | Från Stjärnorna till Silverland  | 37                  |
| 2011 | Mitt vinterland                  | —                   |

### Singlar
| Titel                              | År   | Högsta listposition | Album                            |
| Titel                              | År   | Sverige             | Album                            |
| ---------------------------------- | ---- | ------------------- | -------------------------------- |
| "Christmastime is Here Again"      | 1988 | —                   | Ej knutna till något album       |
| "Silverbarn"                       | 1990 | —                   | Ej knutna till något album       |
| "Stjärnorna" (with Marie Bergman)  | 1994 | —                   | Ej knutna till något album       |
| "Som av is"                        | 1999 | —                   | Som av Is                        |
| "Cold as Ice"                      | 1999 | —                   | Som av Is                        |
| "När vindarna viskar mitt namn"    | 2000 | 2                   | När vindarna viskar mitt namn    |
| "When Spirits Are Calling My Name" | 2000 | —                   | When Spirits Are Calling My Name |
| "Silverland"                       | 2006 | 31                  | Från Stjärnorna till Silverland  |
| "Himmel och hav"                   | 2017 | 100                 | Ej knutna till något album       |

## Övriga produktioner

### Filmografi
- 2000 – Gossip

### Teaterroller
| År   | Roll  | Produktion                                              | Regi         | Teater     |
| ---- | ----- | ------------------------------------------------------- | ------------ | ---------- |
| 1985 | Judas | Jesus Christ Superstar Andrew Lloyd-Webber och Tim Rice | Julie Arenal | Göta Lejon |